# !Xóõ
!Xóõ eller taa är ett tuuspråk i undergruppen taaspråk som talas av cirka 4 200 personer i Botswana och Namibia. Det är det enda kvarlevande taaspråket, och jämte n/u det enda tuuspråket. Språket är det språk som har flest ljud av alla språk, men har i gengäld relativt enkel grammatik.

## Ljud
Språket har 141 unika fonem, varav 80 är klickljud. Dessa fonem gör språket till det språk med flest olika ljud av alla. Det finns fem vokaler, /a e i o u/, och samtliga kan göras nasala eller glottala. Fyra toner används: hög (á), central (ā), låg (à), och central-fallande (â).
Konsonanter exklusive klickljud:
|                          | bilabial | dental | postdental | velar | uvular |
| ------------------------ | -------- | ------ | ---------- | ----- | ------ |
| tonlös klusil            | p        | t      | ts         | k     | q      |
| tonande klusil           | b        | d      | dz         | g     | ɢ      |
| tonlös aspirata          | pʰ       | tʰ     | tsʰ        | kʰ    | qʰ     |
| tonande aspirata         | bʰ       | dʰ     | dzʰ        |       |        |
| tonlös uvular frikativa  |          | tx     | tsx        |       |        |
| tonande uvular frikativa |          | dtx    | dtsx       |       |        |
| tonlös ejektiva          |          |        | tsʼ        | kxʼ   | qʼ     |
| tonande ejektiva         |          |        | dtsʼ       | gkxʼ  |        |
| tonlös uvular ejektiva   |          | tʼxʼ   | tsʼxʼ      |       |        |
| tonande uvular ejektiva  |          | dtʼxʼ  | dtsʼxʼ     |       |        |
| tonlös frikativa         |          |        | s          | x     |        |
| nasal                    | m        | n      |            |       |        |
| glottal nasal            | mˀ       | nˀ     |            |       |        |

Klickkonsonanter:
|                          | bilabial | dental | postdental | palatal | lateral |
| velar                    | kʘ       | kǀ     | kǃ         | kǂ      | kǁ      |
| tonande                  | gʘ       | gǀ     | gǃ         | gǂ      | gǁ      |
| nasal                    | nʘ       | nǀ     | nǃ         | nǂ      | nǁ      |
| preglottal nasal         | ˀnʘ      | ˀnǀ    | ˀnǃ        | ˀnǂ     | ˀnǁ     |
| tonlös nasal             | ɴʘ       | ɴǀ     | ɴǃ         | ɴǂ      | ɴǁ      |
| uvular                   | qʘ       | qǀ     | qǃ         | qǂ      | qǁ      |
| tonande                  | ɢʘ       | ɢǀ     | ɢǃ         | ɢǂ      | ɢǁ      |
| aspirata                 | qʘʰ      | qǀʰ    | qǃʰ        | qǂʰ     | qǁʰ     |
| uvular frikativa         | kʘx      | kǀx    | kǃx        | kǂx     | kǁx     |
| ejektiv uvular           | qʘʼ      | qǀʼ    | qǃʼ        | qǂʼ     | qǁʼ     |
| ejektiv uvular affrikata | kʘxʼ     | kǀxʼ   | kǃxʼ       | kǂxʼ    | kǁxʼ    |
| aspirerad velar          | kʘʰ      | kǀʰ    | kǃʰ        | kǂʰ     | kǁʰ     |
| glottal klusil           | kʘˀ      | kǀˀ    | kǃˀ        | kǂˀ     | kǁˀ     |
| tonande uvular frikativa | gkʘx     | gkǀx   | gkǃx       | gkǂx    | gkǁx    |
| tonande aspirata         | gʰʘ      | gǀʰ    | gǃʰ        | gǂʰ     | gǁʰ     |
| tonande uvular ejektiva  | gkʘxʼ    | xʼ     | gkǃxʼ      | gkǂxʼ   | gkǁxʼ   |